# Håkan Kellner
Håkan Kellne es un deportista sueco que compitió en vela en la clase Finn. Ganó una medalla de plata en el Campeonato Mundial de Finn de 1964.

## Palmarés internacional
| Campeonato Mundial | Campeonato Mundial    | Campeonato Mundial | Campeonato Mundial |
| Año                | Lugar                 | Medalla            | Clase              |
| ------------------ | --------------------- | ------------------ | ------------------ |
| 1964               | Torquay (Reino Unido) | Medalla de plata   | Finn               |